# Ацетондикарбонова кислота
Ацетондикарбонова кислота (β-кетоглутарова кислота) - двохосновна кетокислота, безбарвні кристали, які повільно розкладаються за кімнатної температури. Добре розчинна у воді та етанолі, при нагріванні - у етилацетаті, погано розчинна у ефірі та хлороформі.

## Синтез
Стандартний лабораторний метод синтезу - декарбонілування лимонної кислоти олеумом:

Реакцію проводять на холоді (0 — 10 °C) й під тягою, оскільки у ході реакції виділяється токсичний монооксид вуглецю; вихід неочищеної кислоти, придатної для подальшої етерифікації, складає 85-90%, за необхідності продукт може бути очищений перекристалізацією з етилацетату. 

## Реакційна здатність та застосування у синтезі
По своїм хімічним властивостям ацетондикарбонова кислота є типовим представником β-кетокислот: її реакційна здатність визначається, по-перше, наявністю двох електронакцепторних замісників (карбонільної й карбоксильної) у метиленових груп, що обумовлює їх нуклеофільність й кислотність та, по-друге, можливістю утворення шестичленного циклу, у якому протон карбоксильної групи утворює водневий зв'язок із киснем кетогрупи. Комбінація цих властивостей обумовлює легкість декарбоксилування ацетондикарбонової кислоти, яке відбувається за кімнатної температури. 
Наступна реакція включає наступні стадії: альдольно-кротонова конденсація; приєднання по Міхаєлю; "кетонне" розщеплення β-кетоефіру; окисне розщеплення подвійного зв'язку за допомогою {\displaystyle \mathrm {OsO_{4}} }; реакція конденсації.
Синтез кокаїну. Калієву сіль монометилового ефіру цієї кислоти (3) електролізом по Кольбі перетворюють на діетиловий ефір β-β'-дикетонпробкової кислоти (4). Його конденсують із метиламіном до 1-метилпірол-2,3-двооцтового ефіру (5), який каталітично відновлюють до відповідного піролідинового похідного (6). За останньої внутрішньої циклізації по Дікману, у присутності етилату натрію, з (6) отримують етиловий етер тропінонкарбонової кислоти (7) і з нього відновленням амальгамою натрію етиловий ефір екгоніну (8). Вільштеттер встановив, що за цієї реакції утворюється не лише {\displaystyle \mathrm {(\pm )-\psi } }-екгонін, але й {\displaystyle \mathrm {(\pm )} }-екгонін, з яких бензолуванням їх метилових етерів отрмується {\displaystyle \mathrm {(\pm )-\psi } }-кокаїн й {\displaystyle \mathrm {(\pm )} }-кокаїн. Шляхом перекривання кислих тартратів останні розщеплюються на оптично активні компоненти, з яких виділяється основа у формі {\displaystyle \mathrm {(-)} }, яка відповідає природному анестетику кокаїну.